# Torpedine semovente Rossetti
La torpedine semovente Rossetti, anche nota come Mignatta, era un mezzo d'assalto semisubacqueo che fu progettato nella prima guerra mondiale dall'ufficiale del Genio navale, ing. Raffaele Rossetti, da cui prese il nome. La Mignatta fu utilizzata nell'Impresa di Pola per affondare la nave di battaglia SMS Viribus Unitis.

## Il progetto
Rossetti fu l'ideatore principale del progetto. Già fin dall'inizio della guerra aveva pensato di realizzare un mezzo offensivo che, trasportato all'interno di una base navale nemica, potesse causare la distruzione a sorpresa di unità navali nemiche.

Raffaele Rossetti

Nel novembre 1915 espose verbalmente la sua idea, seguito poi da un pro-memoria scritto, all'ammiraglio Del Bono, allora comandante in capo del dipartimento della Marina Militare di La Spezia. In tale pro-memoria abbozzava la possibilità che un uomo trascinato da un galleggiante con un motore ad aria compressa potesse penetrare di notte in una base navale nemica senza essere scoperto e, dopo aver superato gli sbarramenti a protezione della stessa, svolgere un'azione di sabotaggio. Per fare ciò si dovevano risolvere però alcune problematiche tecniche come la scelta del propulsore adatto e la manovrabilità del mezzo. Inoltre erano da studiare alcuni aspetti che riguardavano l'operatore stesso, la posizione più conveniente dell'uomo rispetto al galleggiante, la resistenza fisica in acque fredde, il problema di orientarsi e di sfuggire alla vigilanza nemica nonché le problematiche inerenti all'attraversamento degli sbarramenti nell'oscurità. Nel pro-memoria Rossetti chiedeva di poter eseguire alcuni esperimenti con un siluro B 57 e un vestito da palombaro senza elmo, concludendo che lo sforzo richiesto sarebbe stato minimo e in caso di insuccesso le "perdite" limitate ad un solo uomo più l'apparecchio, che era però di limitata importanza e costo.
Ma solo un anno dopo, nell'ottobre 1916, Rossetti ottiene il via libera per eseguire degli esperimenti con due siluri B 57; nel 1917 iniziò a studiare seriamente un mezzo adatto sulla base del siluro B 57, modificandone alcune parti. Gli esperimenti con il B 57 iniziarono segretamente nel giugno 1917 nell'Arsenale militare marittimo della Spezia e si protrassero fino al marzo 1918. Il siluro B 57 su cui lavorò Rossetti si trova oggi nella facoltà di ingegneria dell'Università di Genova.
Nel marzo del 1918 Rossetti informò con un dettagliato rapporto l'ammiraglio Cagni comandante della base navale di La Spezia sui risultati ottenuti. L'ultimo esperimento fu eseguito il 9 marzo con un siluro B 57 con eliche ingrandite e con una valvola aggiunta per regolare manualmente la velocità. Nel suo pro-memoria Rossetti chiedeva ulteriori modifiche da apportare al progetto sostituendo principalmente il siluro B 57 con un siluro del tipo Schneider A 115/450, prodotto dall'omonima fonderia bellica francese di Le Creusot, perché quest'ultimo disponeva di un maggiore serbatoio d'aria. Inoltre prospettava di aggiungere un ulteriore secondo serbatoio aumentando così notevolmente l'aria disponibile per manovrare il mezzo. Rossetti concludeva il rapporto con la convinzione che il suo progetto doveva portare sicuramente ad un successo e chiedeva di essere lui stesso l'esecutore di un'eventuale azione.
Ai primi di aprile fu il capo di stato maggiore della marina e comandante in capo delle forze navali Paolo Thaon di Revel a incoraggiare ulteriori prove e ordinò il trasferimento di Rossetti presso il comando in capo di Venezia.
A metà aprile del 1918 iniziarono, segretamente, i lavori a La Spezia sotto la direzione di Rossetti stesso. In luglio la "Mignatta" era pronta e fu trasferita nell'Arsenale di Venezia. Vennero costruiti due esemplari, lo S1 e lo S2. Lo S1 è oggi esposto nel Museo tecnico navale di La Spezia, lo S2 fu utilizzato nell'azione contro la Viribus Unitis.

## Descrizione dell'apparecchio
La torpedine semovente Rossetti era lunga 8 metri e aveva un diametro di 600 mm. Era ideata per trasportare due persone sopra il livello dell'acqua verso l'obiettivo da attaccare, differenziandosi così dal progetto iniziale che prevedeva il trasporto di una sola persona.
Le due persone si dovevano sedere a cavalcioni uno dietro l'altro sopra l'apparecchio. In pratica però si preferiva farsi trascinare stando sui due lati e tenendosi a maniglie fissate appositamente sul cilindro, in quanto, con i due uomini in posizione seduta, il siluro una volta in moto era troppo appoppato e la persona seduta dietro si trovava immersa in acqua fino quasi al collo.
La base dell'apparecchio fu un siluro francese  Schneider modello A.115/450 al quale erano state apportate delle modifiche. L'apparecchio era mosso a propulsione ad aria compressa con due eliche a quattro pale ciascuna. Il serbatoio per l'aria compressa era sistemato all'incirca al centro del mezzo. La pressione dell'aria veniva ridotta da 205 a 130-150 ATA e garantiva un raggio d'azione di circa 10 miglia con una velocità di 2 nodi. Il semovente non disponeva di un timone e doveva essere manovrato dai due operatori che, protendendo in fuori braccia e gambe, aumentavano la resistenza all'avanzamento sul lato verso cui si volevano dirigere.
Il corpo centrale, rivestito di legno fissato con delle cerchiature in rame, era stato prolungato con una sezione a poppa che conteneva, oltre a una macchina per controllare l'assetto longitudinale, anche uno strumento per l'autodistruzione del mezzo, composto da una carica con un congegno ad orologeria.

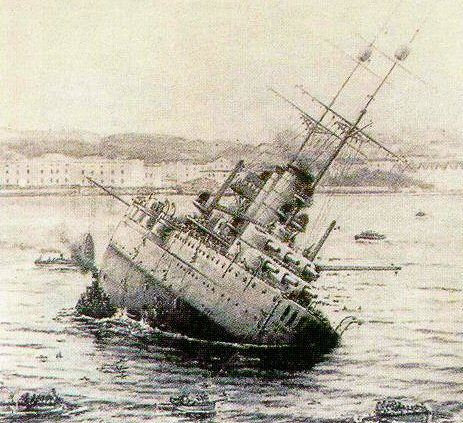
La Viribus Unitis inclinata dopo l'attacco con la Mignatta

Le due cariche di alto esplosivo da 175 kg ciascuna erano posizionate invece una dopo l'altra nella parte proravia del corpo centrale. Erano sganciabili e dotate di spolette comandate con orologi con un limite massimo di 6 ore entro il quale veniva innescata l'esplosione. In pratica si trattava di due torpedini cilindriche appositamente modificate per essere trasportate con l'apparecchio che dovevano essere collocate poi dagli operatori stessi sotto la nave nemica ed attaccati alla nave tramite calamita o elettromagnetico e da cui derivava il soprannome "Mignatta" del mezzo. Nell'azione contro la Viribus Unitis la carica fu invece fissata con un pezzo di cima.

## L'azione sullaViribus Unitis
La Mignatta fu utilizzata nella notte tra il 31 ottobre e il 1 novembre 1918 nella cosiddetta impresa di Pola contro la nave ammiraglia austro-ungarica Viribus Unitis ormeggiata nel porto di Pola. Per l'azione fu scelto oltre a Rossetti anche il tenente medico Raffaele Paolucci che già in precedenza aveva studiato un atto di sabotaggio simile da portare a compimento nuotando. Nell'azione erano coinvolte anche due torpediniere, la 65 PN e 66 PN, che rimorchiarono i due MAS, il 94 e 95, destinati a trasportare la Mignatta e l'equipaggio Rossetti/Paolucci fino a 1.000 metri dagli sbarramenti di Pola. Dopo aver superato le ostruzioni del porto, la Mignatta si avvicinò alla Viribus Unitis e alle 4:45 Rossetti attaccò sotto la chiglia della nave la carica esplosiva impostando l'orologio per l'innesco alle 6:30. 
Appena ritornati sulla Mignatta, i due incursori italiani furono scoperti. I due decisero di aprire le valvole del loro mezzo e di attivare la seconda carica per non farla cadere in mano nemica prima di essere fatti prigionieri. L'apparecchio di Rossetti una volta abbandonato a sé stesso si arenò in un'insenatura e il suo scoppio provocò l'affondamento del piroscafo Wien che lì era ormeggiato. Alle 6:44 la carica di Rossetti brillò e la Viribus Unitis si inclinò su un lato per affondare poco dopo.

## La polemica con Ciano
L'azione valse a Rossetti e Paolucci la medaglia d'oro al valor militare. Nell'immediato dopoguerra, durante la procedura per l'assegnazione del premio di affondamento previsto, 1.300.000 lire, il 2% del valore della nave, scoppiò una polemica con Costanzo Ciano e Paolo Thaon di Revel su chi avesse effettivamente inventato  la Mignatta: per consentire a Ciano, che durante la costruzione del mezzo a Venezia era stato superiore di Rossetti, di partecipare al premio, l'invenzione fu attribuita a lui. Rossetti fu riconosciuto come inventore effettivo della Mignatta solo dopo le sue minacce di intraprendere le vie legali per stabilire l'effettiva paternità del progetto. Comunque provato da tale discredito da parte di alcuni alti comandi della Regia Marina, Rossetti rassegnò nel 1919 le sue dimissioni dal servizio attivo.

## Sviluppo
Il progetto della torpedine semovente Rossetti fu portato avanti durante le due guerre mondiali e portò allo sviluppo del siluro a lenta corsa, abbreviato SLC, conosciuto anche come "maiale", utilizzato poi nella seconda guerra mondiale. La militanza antifascista di Rossetti (che portò nel 1936 alla revoca della sua medaglia d'oro al valor militare, provvedimento inaudito) e la sua provenienza dal genio navale (i corpi tecnici a partire dall'inizio degli anni '20, come parte del compromesso tra regime e marina, persero d'importanza e prestigio a favore del personale navigante) contribuirono a rallentare lo sviluppo di questo genere di armi. Gli studi per armi di sabotaggio e corpi speciali della Marina ripresero solo verso il 1935, quando si profilò, a causa della guerra d'Etiopia, una crisi con il Regno Unito.